# Wilfried Trümpler
Wilfried Trümpler (* 2. November 1942) ist ein ehemaliger deutscher Fußballspieler. In der höchsten Spielklasse des DDR-Fußballs, der Oberliga, spielte er für den Berliner FC Dynamo und dessen Vorgänger, die Fußballabteilung des SC Dynamo Berlin.

## Sportliche Laufbahn
Im Winter 1963/64 wechselte Wilfried Trümpler innerhalb der Sportvereinigung Dynamo vom Zweitligisten SG Dynamo Eisleben zum Sportclub Dynamo Berlin in die Oberliga. In der Saison 1963/64 debütierte der damals 21-jährige Fußballer zum Rückrundenauftakt beim Auswärtsspiel gegen die BSG Motor Steinach. Dort verlor die Dynamo-Elf am 19. Januar 1964 mit 1:4. Aus der Fußballabteilung des SC Dynamo gründete sich Mitte Januar 1966 als Fußballclub der Berliner FC Dynamo aus. Nach dem Oberligaabstieg 1967 der Weinroten aus dem Hohenschönhausener Sportforum zählte Trümpler in der folgenden Spielzeit erstmals zu den BFC-Stammkräften (alle 30 Ligamatches), die den sofortigen Wiederaufstieg zu realisieren halfen. Auch in den folgenden drei Oberligajahren fehlte er in keinem Punktspiel.
In der Saison 1970/71 erreichte der 1,78 Meter große Abwehrspieler mit dem Berliner FC Dynamo das Finale des FDGB-Pokalwettbewerbs. Das Endspiel verloren die Hauptstädter gegen den Dynamo-Rivalen aus Elbflorenz (1:2 nach Verlängerung), aber da die Dresdner auch Meister wurden, durften die Finalverlierer im darauffolgenden Spieljahr trotzdem am Europapokal der Pokalsieger teilnehmen. Das Team um Trümpler, Wolf-Rüdiger Netz und Norbert Johannsen drang bis ins Halbfinale vor, in dem die Ostdeutschen im Elfmeterschießen an Dynamo Moskau scheiterten. Insgesamt bestritt der gelernte Schlosser zehn Partien im Europapokal für den BFC, mit dem er 1972/73 auch im UEFA Cup antrat.
Mitte der 1970er-Jahre lief er oft wechselnd zwischen 1. und 2. Mannschaft für den BFC sowohl in Oberliga als auch Liga auf. Bis Ende 1978 ließ Trümpler seine Laufbahn bei der SG Dynamo Süd Berlin auslaufen.